# 维索图书
维索图书（Verso Books），前身为新左翼图书（New Left Books），是位于伦敦和纽约市的出版社，由《新左翼评论》的员工于1970年创立。

## 名称
原名新左翼图书，后改名。“维索”（Verso）这个名称是指书中左手页的技术术语（见书籍的右页和左页），是一个关于其政治观点的文字游戏，也指反过来（vice versa）——“另一种方式”。

## 历史
出版者早期翻译欧洲思想家的书籍，尤其是法兰克福学派的书籍。  
维索图书最畅销的作品是里戈韦塔·门楚的自传，他于1992年获诺贝尔和平奖。
维索图书的书籍在美国由兰登书屋发行。  
2014年4月8日，维索开始捆绑无DRM电子书，并通过其网站进行印刷购买。维索的总经理雅各布·史蒂文斯表示，他预计维索网站上的新优惠将在第一年为该出版商的收入贡献20万英镑，以帮助“改变出版商与其读者的关系，并帮助支持独立出版”。